# 모용토연
모용토연(慕容吐延, ? ~ 329년)은 토욕혼의 제2대 군주(재위: 317년 ~ 329년)이다.

## 생애
317년, 모용토욕혼이 죽자 장남 모용토연이 뒤를 이었다. 사서에는 그에 대해 '웅대한 모습이 괴걸(魁杰)하니 강로(羌虜, 강족)들이 그를 꺼렸고, 항우(項羽)라고 호칭하였다.'라고 묘사하였다. 성격이 잔혹하여 아랫사람들의 사정을 봐주지 않았다.
329년, 강족의 추장 강총(姜聰)에게 찔려 살해되었다. 죽을 때 장남 모용엽연(慕容葉延)에게 백란(白蘭)을 지킬 것을 당부하였다. 모용엽연은 뒤를 이어 사주(沙洲)에 모극천총부(慕克川總部)를 건립하였다.